# Debis

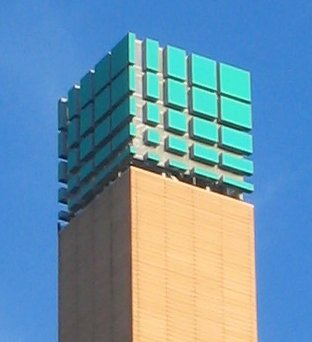
debis-Logo als Würfel auf dem damaligen debis-Haus in Berlin

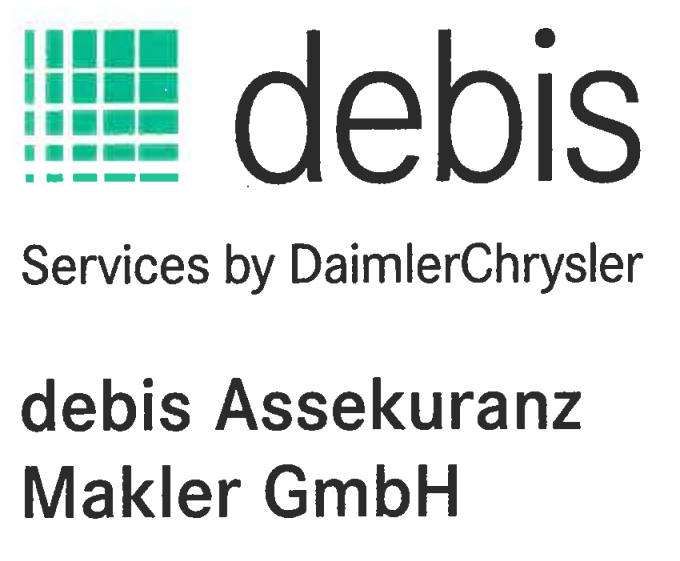
Logo der ehemaligen debis Assekuranz Makler

Die debis AG war eine Tochterfirma von Daimler-Benz. In sie wurden Dienstleistungsfunktionen ausgelagert.
Der Name „debis“ stand für „Daimler-Benz InterServices“, nach der Fusion von Daimler-Benz mit Chrysler 1998 gab sich die Firma den Namenszusatz „DaimlerChrysler Services“.
Im Zuge der Strategie zur Fokussierung auf das Kerngeschäft wurde 2004 die debis AG unter dem damaligen DaimlerChrysler-Vorstandsvorsitzenden Jürgen Schrempp aufgelöst.
Das Debis Systemhaus wurde an die Deutsche Telekom verkauft und dort in die neu gegründete T-Systems eingegliedert.
Die debis Assekuranz Makler GmbH wurde 2004 Teil der Ecclesia Gruppe und firmiert seitdem als deas Deutsche Assekuranz-Makler GmbH.
Der Name „debis“ und das Logo mit dem aufgefächerten grünen Würfel werden von DaimlerChrysler bzw. der Daimler AG nicht mehr verwendet, es befindet sich jedoch weiterhin an der Spitze des Abluftkamins des Tunnels Tiergarten-Spreebogen.
Das 1997 als Berliner Konzernzentrale erbaute Gebäude am Potsdamer Platz trug bis 2013 den Namen debis-Haus.

## Geschäftsbereiche
debis AG teilte sich in 5 Bereiche auf (Stand 1997)
- debis Systemhaus als Anbieter von IT-Services
- debis Telekommunikations / Mediendienste, gründete 1991 debitel
- debis FDL (Finanzdienstleistungen), debis Assekuranz Makler GmbH
- debis Handel
- debis Immobilienmanagement